# La det swinge
La det swinge (auch Let It Swing) ist ein Lied der Bobbysocks. Es ist der norwegische Beitrag und der Siegertitel des Eurovision Song Contest 1985.

## Hintergrund
Der Song wurde von Rolf Løvland komponiert. Produzent war Torgny Sønderberg. Das Lied ist eine Hommage an den alten Rock ’n’ Roll, der im Radio zu hören ist. Passend zum Thema ist das Lied selbst in einem Retro-Stil geschrieben, mit einer zugänglich gehaltenen Saxophonmelodie. Auch das Melodie-Arrangement verbindet Elemente der zeitgenössischen Musik der 1980er Jahre mit Rückgriffen in die 1950er Jahre.
Das Lied gewann den norwegischen Vorentscheid zum ESC, Melodi Grand Prix 1985 und wurde daher ausgewählt, Norwegen beim Eurovision Song Contest 1985 zu vertreten. Bei den Aufführungen erschienen die beiden Mitglieder der Bobbysocks, Hanne Krogh und Elisabeth Andreassen, in funkelnden, leuchtenden lila Jacken, die über schwarz-weißen Outfits getragen wurden; Krogh trug ein schwarz-weiß gestreiftes bodenlanges Kleid.

## Eurovision Song Contest 1985
Beim Eurovision Song Contest wurde das Lied an 13. Stelle aufgeführt, nach Italiens Albano & Romina Power mit Magic Oh Magic und vor der Teilnehmerin aus dem Vereinigten Königreich, Vikki Watson, mit Love Is. Am Ende der Abstimmung hatte La det swinge 123 Punkte erhalten und belegte den ersten Platz in einem Feld von 19.
Dies war der zweite Auftritt für Andreasson und Krogh beim Eurovision Song Contest: 1982 hatte Andreassen Schweden im Duo Chips mit Kikki Danielsson vertreten, sang Dag efter dag; und 1971 war Krogh 17. (vorletzte) im Wettbewerb geworden, mit dem Song Lykken er. Andreasson trat zwei weitere Male im Wettbewerb auf – sie wurde 1994 Sechste und sang ein Duett mit Jan Werner Danielsen, mit dem Titel Duett. 1996 trat sie als Solokünstlerin auf und wurde Zweite nach Irlands Eimear Quinn. Krogh kehrte 1991 auch zum Wettbewerb als Teil der Gruppe Just 4 Fun zurück und wurde 17. mit Mrs. Thompson.

## Chartplatzierungen
| ChartsChartplatzierungen | Höchstplatzierung | Wochen/ Monate |
| ------------------------ | ----------------- | -------------- |
| Deutschland (GfK)        | 47 (5 Wo.)        | 5 Wo.          |
| Norwegen (IFPI)          | 1 (8 Wo.)         | 8 Wo.          |
| Österreich (Ö3)          | 14 (½ Mt.)        | ½ Mt.          |
| Schweden (GLF)           | 4 (4 Wo.)         | 4 Wo.          |
| Schweiz (IFPI)           | 30 (1 Wo.)        | 1 Wo.          |